# Pozemní hokej na Letních olympijských hrách 1956
Pozemní hokej na LOH 1956 v Melbourne zahrnoval pouze turnaj mužů. Všechny zápasy tohoto turnaje se odehrály ve dnech 23. listopadu až 6. prosince 1956.

## Program turnaje
Turnaje se zúčastnilo 12 mužstev, která byla rozdělena do 3 čtyřčlenných skupin, ve kterých se hrálo způsobem jeden zápas každý s každým a poté týmy, které skončily na 1. místě ve skupině + jeden nejlepší tým ze 2. místa ve svojí skupině postoupily do semifinále.

## Turnaj mužů
| Zlato   | Indie (IND)                    |
| Stříbro | Pákistán (PAK)                 |
| Bronz   | Tým sjednoceného Německa (EUA) |

## Základní skupiny

### Skupina A
- 26. listopadu
- Singapur - USA 6:1
- Indie - Afghánistán 14:0
- 28. listopadu
- Singapur - Afghánistán 5:0
- Indie - USA 16:0
- 30. listopadu
- Indie - Singapur 6:0
- Afghánistán - USA 5:1

| Poř. | Tým         | Z | V | R | P | VG | OG | B |
| ---- | ----------- | - | - | - | - | -- | -- | - |
| 1.   | Indie       | 3 | 3 | 0 | 0 | 36 | 0  | 6 |
| 2.   | Singapur    | 3 | 2 | 0 | 1 | 11 | 7  | 4 |
| 3.   | Afghánistán | 3 | 1 | 0 | 2 | 5  | 20 | 2 |
| 4.   | USA         | 3 | 0 | 0 | 3 | 2  | 27 | 0 |

### Skupina B
- 23. listopadu
- Velká Británie - Malajsie 5:2
- Austrálie - Keňa 2:0
- 24. listopadu
- Velká Británie - Keňa 1:1
- 26. listopadu
- Austrálie - Malajsie 3:2
- 28. listopadu
- Malajsie - Keňa 1:1
- 30. listopadu
- Velká Británie - Austrálie 2:1
- 1. prosince
- Dodatečný zápas o postup do semifinále z důvodu rovnosti počtu bodů
- Velká Británie - Austrálie 1:0

| Poř. | Tým            | Z | V | R | P | VG | OG | B |
| ---- | -------------- | - | - | - | - | -- | -- | - |
| 1.   | Velká Británie | 3 | 1 | 2 | 0 | 5  | 4  | 4 |
| 2.   | Austrálie      | 3 | 2 | 0 | 1 | 6  | 4  | 4 |
| 3.   | Malajsie       | 3 | 0 | 2 | 1 | 5  | 6  | 2 |
| 4.   | Keňa           | 3 | 0 | 2 | 1 | 2  | 4  | 2 |

### Skupina C
- 23. listopadu
- Pákistán - Belgie 2:0
- 24. listopadu
- Německo - Nový Zéland 5:4
- 27. listopadu
- Pákistán - Nový Zéland 5:1
- Německo - Belgie 0:0
- 29. listopadu
- Pákistán - Německo 0:0
- Nový Zéland - Belgie 3:0

| Poř. | Tým         | Z | V | R | P | VG | OG | B |
| ---- | ----------- | - | - | - | - | -- | -- | - |
| 1.   | Pákistán    | 3 | 2 | 1 | 0 | 7  | 1  | 5 |
| 2.   | Německo     | 3 | 1 | 2 | 0 | 5  | 4  | 4 |
| 3.   | Nový Zéland | 3 | 1 | 0 | 2 | 8  | 10 | 2 |
| 4.   | Belgie      | 3 | 0 | 1 | 2 | 0  | 5  | 1 |

## Zápasy o medaile

### Semifinále
- 3. prosince
- Indie - Německo 1:0
- Pákistán - Velká Británie 3:2

### Zápas o 3. místo
- 6. prosince
- Německo - Velká Británie 3:1

### Finále
- 6. prosince
- Indie - Pákistán 1:0

## Medailisté
| Zlato | Stříbro | Bronz |
| --- | --- | --- |
| Indie (IND) | Pákistán (PAK) | Tým sjednoceného Německa (EUA) |
| Shankar Laxmann Singh Hardyal Radhir Singh Gentle Bakshish Singh Govind Perumal Raghbir Lal Gurdev Singh Leslie Walter Claudius Amir Kumar Raghbir Singh Bhola Balbir Sing Udham Singh Charles Stephen Ranganandham Francis | Noor Alam Ahmed Naseer Bunda Munir Ahmed Dar Abdul Hamid Manzoor Hussain Atif Akhtar Hussain Qazi Musarrat Hussain Zakir Hussain Anwar Ahmed Khan Moti Ullah Khan Habib Ali Kiddie Ghulam Rasool Habibur Rehman Latifur Rehman | Alfred Lücker Helmuth Nonn Günther Ullerich Hugo Budinger Günther Brennecke Werner Delmes Eberhard Ferstl Hugo Dollheiser Heinz Radzikowski Wolfgang Nonn Werner Rosenbaum |